# ایپاتوفو
شهر ایپاتوفو (به روسی: Ипатово) در کشور روسیه و در کرای استاوروپول واقع شده‌است.